# Палеокастро (Каряни)
Палеокастро (на гръцки: Παλιόκαστρο, в превод Стара крепост) е средновековно отбранително съоръжение, разположено край кушнишкото село Каряни, Северна Гърция.

## Местоположение
Крепостта е разположена на 1,5 km северозападно от Каряни, на средата на пътя за Орфано.

## История
На нейното място има и следи от праисторическо селище. Крепостта датира от османския период. Според други източници, крепостта се споменава в източниците още през XI век. Крепостта не била постоянно обитавана и вероятно е служила за убежище за жителите на района. Възможно е да е била и междинна станция на Виа Егнация. Крепостта е запазена в лошо състояние за разлика от съседната Орфанска крепост.
В 1980 година крепостта е обявена за паметник на културата.